# Premiul Brenner
Premiul Brenner (în ebraică פרס ברנר, transliterat: Pras Brenner) este un premiu literar israelian acordat anual unuia sau mai multor scriitori de limbă ebraică.
Acest premiu a fost fondat de familia Haft în anul 1945 în memoria scriitorului evreu Yosef Haim Brenner (1881–1921), unul dintre pionierii literaturii ebraice moderne. Premiul este acordat anual, începând din 1945, de către Asociația Scriitorilor Ebraici din Israel, o organizație din care fac parte poeții și prozatorii care trăiesc în Israel și scriu în limba ebraică.
Acordarea premiului se face în urma selecții realizate de o comisie de jurizare, ai cărei membri sunt numiți de Asociația Scriitorilor Ebraici. Premiul este acordat anual unei cărți de proză în limba ebraică, publicată în ultimul an, și o dată la trei ani și unei cărți de poezie, publicate în ultimii trei ani. Valoarea premiului era, în anul 2010, de 50.000 de shekeli noi și este acoperită prin donația Fundației Rachel și Moshe Yanai.

## Lista câștigătorilor (parțială)
- 1945 – David Maletz. Juriul a fost format din Yehuda Burla, Israel Cohen și David Fridman.[1][3]
- 1947 – Rachel Katznelson-Shazar pentru cartea Eseuri și note[4]
- 1948 – Avraham Broides pentru cartea De la om la om
- 1949 – Shin Shalom[5]
- 1952 – Dov Sadan
- 1953 – Moshe Shamir
- 1955 – Shlomo Zemach, Yeshurun Keshet[6]
- 1956 – Menaḥem Poznansky, Jochanan Twersky[7]
- 1957 – Aharon Megged
- 1959 – S. Izhar
- 1960 – Yosef Aricha, Joseph Lichtenbaum[8]
- 1961 – Israel Efros pentru cartea Între plaje ascunse și Binyamin Galai pentru cartea Cappuccino[9]
- 1962 – Israel Cohen[10]
- 1963 – Yocheved Bat-Miriam[11]
- 1964 – Abraham Regelson
- 1966 – Yonat și Alexander Sened, Rachel Eytan
- 1967 – Avoth Yeshurun
- 1968 – Abba Kovner pentru volumul de poezii Sora mea mai mică[12]
- 1969 – Yehuda Yaari (ficțiune), Beniamin Michali (eseu) și Yehuda Amihay (poezie). Valoarea premiului era de 3.000 de lire. Juriul a fost condus de prof. Israel Efros (președinte).[13]
- 1970 – Yehuda Yaari, Amir Gilboa. Juriul a fost format din Tuvya Ruebner, Gershon Shaked și Israel Artzi.
- 1972 – T. Carmi pentru cartea Un alt lucru.[14]
- 1973 – Shlomo Nitzan
- 1975 – Aharon Appelfeld[15]
- 1976 – Dalia Ravikovich (premiu dublu), Amos Oz, Dan Tsalka. Juriul a fost format din Israel Artzi, Menakhem Perry și Asher Reich.
- 1982 – Yonat și Alexander Sened
- 1983 – A. B. Yehoshua
- 1985 – Amalia Kahana-Carmon
- 1986 – Avner Treinin
- 1987 – Natan Yonatan, Yoram Kaniuk
- 1989 – Arieh Sivan
- 1996 – David Shahar
- 1997 – Orzion Bartana, Mordechai Geldman
- 1998 – Amos Kenan
- 2000 – Admiel Kosman
- 2002 – Asher Reich[16]
- 2005 – Ḥamuṭal Bar-Yosef
- 2006 – Meir Shalev, Shifra Horn[17]
- 2007 – Shin Shifra
- 2008 – Sami Michael[18]
- 2009 – Nurith Gertz, Dan-Benaya Seri[19]
- 2011 – Haim Be'er pentru cartea Până unde bate vântul[2]
- 2012 – David Grossman pentru cartea Căderea din timp[20]
- 2013 – Yeshayahu Koren (poezie), Raquel Chalfi, Israel Eliraz și Meron H. Izakson[21]
- 2014 – Yossi Sucary pentru cartea Benghazi Bergen-Belsen și Esty G. Haim pentru cartea Oamenii de la colț[22]
- 2015 – Youval Shimoni pentru cartea Marea Moartă[23]
- 2016 – Itamar Yaʻoz-Ḳesṭ, Rivka Miriam[24]
- 2017 – Amir Ziv pentru cartea Patru tați, Raya Tillinger pentru cartea Viitorul ei (ambele sunt cărți de debut) și Ronit Matalon pentru cartea Și mireasa a închis ușa[25]
- 2018 – Noga Albalach pentru cartea La revedere, bătrâne[26]
- 2019 – Eli Amir pentru cartea Băiatul cu bicicleta⁠(d) și Eli Eliyahu pentru volumul de poezii O scrisoare către copii[27]
- 2020 – Sami Berdugo pentru cartea Măgarul și Mittal Zahar pentru cartea ei de debut Nevada[28]
- 2021 – Ilan Sheinfeld penru cartea Călugărul evreu și Boaz Danon pentru cartea de debut Orice ca un ou[29]
- 2022 - Tamar Weiss-Gabai pentru cartea Prezicătorul, Sharon Ahsse pentru cartea Grebla și Shlomi Hatuka pentru volumul de poezii Continent[30]